# أبحاث الفضاء

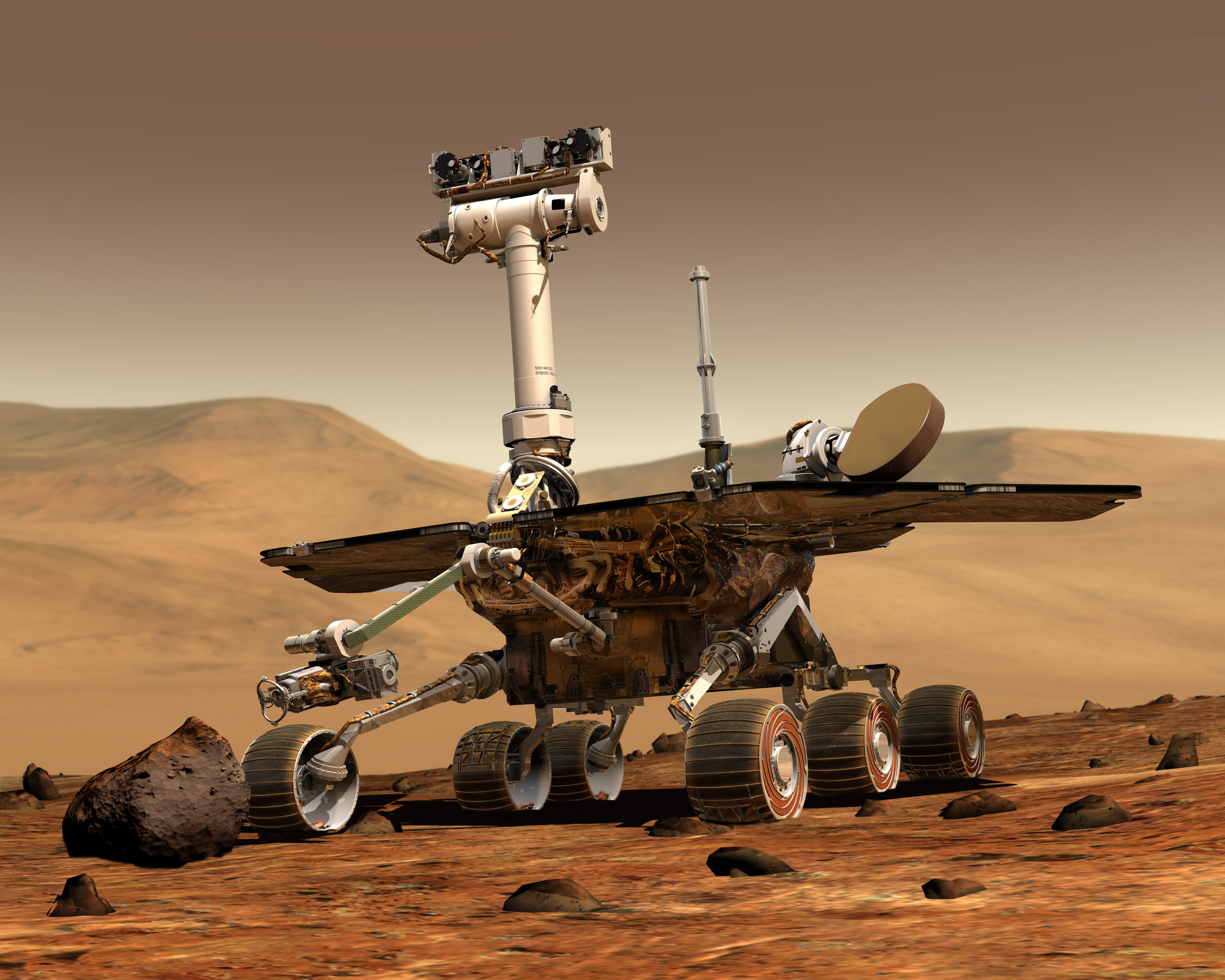
تتمثل أحد أبعاد أبحاث الفضاء في مهمة أوبورتيونيتي في المريخ.

أبحاث الفضاء هي دراسة علمية تجري في الفضاء الخارجي وتتضمن دراسته. من استخدام تكنولوجيا الفضاء إلى دراسة الكون المرصود، تُعد أبحاث الفضاء مجال بحث واسع. تشمل أبحاث الفضاء دراسة علوم الأرض وعلوم المواد والأحياء والطب والفيزياء. يتضمن المصطلح وجود حمولات علمية على أي ارتفاع يتراوح بين الفضاء العميق إلى مدار الأرض المنخفض، وتمتد لتشمل بحوث صواريخ التجارب في الغلاف الجوي العلوي، والمناطيد البحثية على ارتفاعات عالية.
استكشاف الفضاء هو أيضًا  شكل من أشكال أبحاث الفضاء.

## نظرة تاريخية

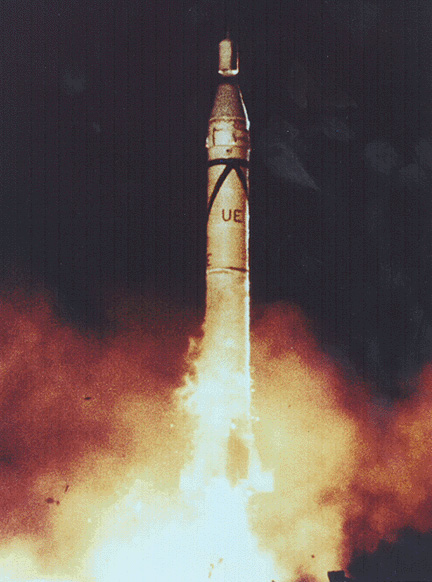
إطلاق المركبة الفضائية إكسبلورر 1 في 31 يناير 1958

### الصواريخ
استُخدمت الصواريخ الصينية في الاحتفالات وكأسلحة منذ القرن الثالث عشر، ولكن لن يتغلب أي صاروخ على جاذبية الأرض حتى النصف الأخير من القرن العشرين. ظهرت الصواريخ ذات القدرات الفضائية في أبحاث ثلاثة علماء في نفس الفترة، في ثلاثة بلدان منفصلة. في أبحاث «كونستانتين تسيولكوفسكي» في روسيا، و«روبرت جودارد» في الولايات المتحدة، و«هيرمان أوبرث» في ألمانيا.
أنشأت الولايات المتحدة والاتحاد السوفياتي برنامج الصواريخ الخاصة بهما. تطور مجال أبحاث الفضاء كبحث علمي قائم على تطوير تكنولوجيا الصواريخ.
بين عامي 1948 و1949، رصدت أجهزة على متن صواريخ «فاو 2» أشعة سينية قادمة الشمس. ساعدت صواريخ التجارب على دراسة هيكل الغلاف الجوي العلوي. مع الوصول إلى ارتفاعات أعلى، برز علم فيزياء الفضاء كمجال بحثي مع دراسات الشفق الأرضي والغلاف الأيوني والغلاف المغناطيسي.

### الأقمار الصناعية
أُطلق أول قمر صناعي، «سبوتنيك 1» الروسي، في 4 أكتوبر 1957، قبل أربعة أشهر من إطلاق القمر الصناعي الأول الخاص بالولايات المتحدة، «إكسبلورر 1». كان أول اكتشاف رئيسي لبحوث الأقمار الصناعية في عام 1958، عندما اكتشف إكسبلورر 1 حزام «فان آلن» الإشعاعي. وصلت دراسة العلوم الكوكبية إلى مرحلة جديدة مع برنامج «لونا» الروسي، بين عامي 1959 و1976، الذي تضمن إطلاق سلسلة من المسابير القمرية التي أظهرت دليلًا  على التركيب الكيميائي للقمر وجاذبيته ودرجة حرارته وجمعت عينات من تربته، والتقطت الصور الأولى للجانب البعيد من القمر بواسطة مسبار لونا 3، وأول روبوتات يُتحكم بها عن بُعد (لوناخود) تهبط على جُرم كوكبي آخر.

### التعاون الدولي
حصل باحثو الفضاء الأوائل على منتدى دولي مهم بعد إنشاء لجنة أبحاث الفضاء (كوسبار) في عام 1958، التي حققت تبادل المعلومات العلمية بين الشرق والغرب خلال الحرب الباردة، على الرغم من الأصل العسكري لتكنولوجيا الصواريخ التي يقوم عليها المجال البحثي.

### رواد الفضاء
في 12 أبريل 1961، كان الملازم الروسي «يوري جاجارين» أول إنسان يُكمل دورةً حول الأرض، خلال مهمة «فوستوك 1». في نفس العام، أصبح رائد الفضاء الأمريكي «آلان شيبرد» أول أمريكي يُسافر الفضاء. وفي 20 يوليو 1969، أصبح رائد الفضاء «نيل أرمسترونج» أول إنسان يمشي على سطح القمر.
في 19 أبريل 1971، أطلق الاتحاد السوفييتي محطة «ساليوت 1»، أول محطة فضائية دامت لفترة جديرة بالاعتبار، إذ استمرت مهمتها 23 يومًا، قبل أن تتدمر للأسف خلال محاولة نقلها إلى مدار أعلى. في 14 مايو 1973، أُطلقت محطة «سكاي لاب»، أول محطة فضائية أمريكية، على متن صاروخ «ساتورن 5» مُعدل. قضى رواد الفضاء 24 اسبوعًا على متنها.

### الفضاء بين النجمي
أُطلق مسبار «فوياجر 1» في 5 سبتمبر 1977، وعبر حافة نظامنا الشمسي في أغسطس 2012 نحو الوسط بين النجمي. يعُتبر أبعد شيء من صنع البشر عن الأرض. تشمل التنبؤات تعرض المسبار لاصطدام، ووصوله إلى سحابة «أورت»، و«ربما تجوله في درب التبانة إلى الأبد».
أُطلق مسبار «فوياجر 2» في 20 أغسطس 1977 وهو يسير بسرعة أبطأ من فوياجر 1 ووصل إلى الوسط بين النجمي في نهاية 2018. يُعتبر مسبار فوياجر 2  المسبار الوحيد الذي زار كوكبي «نبتون» أو «أورانوس» العملاقين الغازيين.
لا يستهدف المسباران أي جرم مرئي معين، لكنهما يستمران في إرسال بيانات بحثية إلى شبكة ناسا لمراقبة الفضاء العميق اعتبارًا من عام 2019.
من المتوقع أن يدخل مسباران تابعان لبرنامج «بيونير» ومسبار «نيو هورايزونز» الوسط بين النجمي في المستقبل القريب، ولكن من المتوقع أن تستهلك هذه المسابير الثلاث طاقتها الكهربائية قبل أن يحين ذلك، لذلك لا يمكن تأكيد موعد الخروج بدقة. توقع سرعة المسابير الفضائية غير دقيق لأنها تمر عبر الغلاف الشمسي المتغير. يقع مسبار «بيونير 10» حاليًا  في الطرف الخارجي من الغلاف الشمسي تقريبًا  اعتبارًا  من عام 2019. وينبغي أن يصل مسباري نيو هورايزونز و«بيونير 11» هناك بحلول عامي 2040 و2060 على التوالي.
هذا يعني أن مسبارا فوياجر قد وصلا إلى الوسط بين النجمي، ومن المتوقع أن تنضم ثلاث مسابير أخرى إلى تلك القائمة.